# Futbol'nyj Klub Rubin Kazan' 2013-2014
Questa voce raccoglie le informazioni riguardanti il Futbol'nyj Klub Rubin Kazan' nelle competizioni ufficiali della stagione 2013-2014.

## Stagione
Nella stagione 2013-2014 il FK Rubin Kazan' ha disputato la Prem'er-Liga, massima serie del campionato russo di calcio, terminando il torneo al nono posto con 38 punti conquistati in 30 giornate, frutto di 9 vittorie, 11 pareggi e 10 sconfitte. Nella Coppa di Russia è sceso in campo a partire dai sedicesimi finale, venendo subito eliminato dal Luč-Ėnergija. In UEFA Europa League è sceso in campo sin dal secondo turno preliminare: dopo aver eliminato i serbi dello Jagodina, ha superato i danesi del Randers nel terzo turno preliminare e i norvegesi del Molde nei play-off, guadagnando l'accesso alla fase a gironi. Sorteggiato nel gruppo D assieme a Maribor, Zulte Waregem e Wigan, ha concluso il girone al primo posto e si è qualificato alla fase a eliminazione diretta. Nei sedicesimi di finale è stato eliminato dagli spagnoli del Betis.

## Rosa
| N. |                        | Ruolo | Calciatore          |
| -- | ---------------------- | ----- | ------------------- |
| 1  | Russia (bandiera)      | P     | Sergej Ryžikov      |
| 2  | Russia (bandiera)      | D     | Oleg Kuz'min        |
| 3  | Argentina (bandiera)   | D     | Cristian Ansaldi    |
| 4  | Russia (bandiera)      | D     | Taras Burlak        |
| 5  | Georgia (bandiera)     | D     | Solomon Kvirkvelia  |
| 7  | Russia (bandiera)      | C     | Vladislav Kulik     |
| 8  | Russia (bandiera)      | C     | Aleksandr Rjazancev |
| 8  | Russia (bandiera)      | C     | Pavel Mogilevec     |
| 9  | Russia (bandiera)      | A     | Aleksandr Prudnikov |
| 10 | Russia (bandiera)      | C     | Dmitrij Torbinskij  |
| 11 | Ucraina (bandiera)     | A     | Marko Dević         |
| 15 | Bielorussia (bandiera) | C     | Sjarhej Kisljak     |
| 16 | Russia (bandiera)      | A     | Georgi Nurov        |
| 18 | Lettonia (bandiera)    | A     | Artūrs Karašausks   |
| 19 | Russia (bandiera)      | A     | Kamil' Mullin       |
| 20 | Uzbekistan (bandiera)  | C     | Vagiz Galiulin      |
| 21 | Ghana (bandiera)       | C     | Mubarak Wakaso      |
| 22 | Francia (bandiera)     | D     | Chris Mavinga       |

| N. |                        | Ruolo | Calciatore               |
| -- | ---------------------- | ----- | ------------------------ |
| 23 | Finlandia (bandiera)   | C     | Roman Erëmenko           |
| 24 | Lituania (bandiera)    | P     | Giedrius Arlauskis       |
| 25 | Spagna (bandiera)      | D     | Iván Marcano             |
| 33 | Russia (bandiera)      | D     | Inal Getigežev           |
| 37 | Russia (bandiera)      | C     | Elmir Nabiullin          |
| 44 | Spagna (bandiera)      | D     | César Navas              |
| 61 | Turchia (bandiera)     | C     | Gökdeniz Karadeniz       |
| 63 | Russia (bandiera)      | C     | Ališer Džalilov          |
| 66 | Israele (bandiera)     | C     | Bibras Natkho            |
| 69 | Iran (bandiera)        | A     | Sardar Azmoun            |
| 72 | Georgia (bandiera)     | A     | Nika Kacharava           |
| 76 | Russia (bandiera)      | D     | Roman Šaronov (capitano) |
| 81 | Russia (bandiera)      | D     | Ruslan Muchametšin       |
| 87 | Azerbaigian (bandiera) | D     | Ruslan Abışov            |
| 88 | Russia (bandiera)      | D     | Ruslan Kambolov          |
| 90 | Francia (bandiera)     | C     | Yann M'Vila              |
| 91 | Russia (bandiera)      | P     | Jurij Nesterenko         |
| 99 | Venezuela (bandiera)   | A     | Salomón Rondón           |

## Risultati

### UEFA Europa League

#### Secondo turno preliminare
| Arbitro: | Kenn Hansen |

|                              |           |                                     |
| Damjanović 72’ Lepović 90+2’ | Marcatori | 12’ Prudnikov 21’ Natkho 87’ Rondón |

| Arbitro: | Antti Munukka |

|               |           |  |
| Karadeniz 52’ | Marcatori |  |

#### Terzo turno preliminare
| Arbitro: | Fernando Teixeira Vitienes |

|             |           |                           |
| Borring 61’ | Marcatori | 12’ Torbinskij 42’ Rondón |

| Arbitro: | Kevin Clancy |

|                           |           |  |
| Navas 18’ R. Erëmenko 86’ | Marcatori |  |

#### Play-off
| Arbitro: | Alon Yefet |

|  |           |                 |
|  | Marcatori | 21’, 90’ Rondón |

| Arbitro: | Sascha Kever |

|                                          |           |  |
| Prudnikov 33’ R. Erëmenko 50’ Azmoun 84’ | Marcatori |  |

#### Fase a gironi
| Arbitro: | Pol van Boekel |

|                     |           |                                                                      |
| Milec 35’ Fajić 73’ | Marcatori | 23’ Karadeniz 27’ Marcano 69’ R. Erëmenko 90’ Rondón 90+3’ Rjazancev |

| Arbitro: | Kristo Tohver |

|                                                            |           |  |
| Duplus 60’ (aut.) R. Erëmenko 73’ Rjazancev 81’ Natkho 89’ | Marcatori |  |

| Arbitro: | Florian Meyer |

|            |           |               |
| Powell 40’ | Marcatori | 15’ Prudnikov |

| Arbitro: | Hüseyin Göçek |

|             |           |  |
| Kuz'min 22’ | Marcatori |  |

| Arbitro: | Ivan Kružliak |

|            |           |           |
| Natkho 43’ | Marcatori | 86’ Mezga |

| Arbitro: | Paolo Silvio Mazzoleni |

|  |           |                              |
|  | Marcatori | 79’ (rig.) Natkho 85’ Rondón |

#### Sedicesimi di finale
| Arbitro: | Serge Gumienny |

|               |           |                        |
| Dídac Vilà 3’ | Marcatori | 74’ (rig.) R. Erëmenko |

| Arbitro: | Michael Oliver |

|  |           |                           |
|  | Marcatori | 45’ Nono 64’ Rubén Castro |

## Statistiche

### Statistiche di squadra
| Competizione       | Punti | In casa | In casa | In casa | In casa | In casa | In casa | In trasferta | In trasferta | In trasferta | In trasferta | In trasferta | In trasferta | Totale | Totale | Totale | Totale | Totale | Totale | DR  |
| Competizione       | Punti | G       | V       | N       | P       | Gf      | Gs      | G            | V            | N            | P            | Gf           | Gs           | G      | V      | N      | P      | Gf     | Gs     | DR  |
| ------------------ | ----- | ------- | ------- | ------- | ------- | ------- | ------- | ------------ | ------------ | ------------ | ------------ | ------------ | ------------ | ------ | ------ | ------ | ------ | ------ | ------ | --- |
| Prem'er-Liga       | 38    | 15      | 6       | 4       | 5       | 23      | 17      | 15           | 3            | 7            | 5            | 13           | 13           | 30     | 9      | 11     | 10     | 36     | 30     | +6  |
| Kubok Rossii       | -     | -       | -       | -       | -       | -       | -       | 1            | 0            | 0            | 1            | 2            | 4            | 1      | 0      | 0      | 1      | 2      | 4      | -2  |
| UEFA Europa League | -     | 7       | 5       | 1       | 1       | 12      | 3       | 7            | 5            | 2            | 0            | 16           | 7            | 14     | 10     | 3      | 1      | 28     | 10     | +18 |
| Totale             | -     | 22      | 11      | 5       | 6       | 35      | 20      | 23           | 8            | 9            | 6            | 31           | 24           | 45     | 19     | 14     | 12     | 66     | 44     | +22 |